# Landour
Landour (hindi लण्ढोर) – miasto w północnych Indiach w stanie Uttarakhand, na pogórzu Himalajów Małych.
Populacja miasta w 2001 roku wynosiła 3500 mieszkańców.